# Le Chalon
Le Chalon es una comuna francesa situada en el departamento de Drôme, en la región de Auvergne-Rhône-Alpes.

## Demografía
| 141 | 138 | 129 | 132 | 147 | 157 | 211 |
| Para los censos de 1962 a 1999 la población legal corresponde a la población sin duplicidades (Fuente: INSEE [Consultar]) |     |     |     |     |     |     |